# Edith Wynne Matthison
Edith Wynne Matthison (* 23. November 1871 in Birmingham, Großbritannien; † 23. September 1955 in Los Angeles, Kalifornien) war eine englische Schauspielerin.

## Leben
Matthison stammte aus einer musikalischen Familie. Ihr Vater Henry Matthison spielte Geige und ihre Mutter Kate Wynne sang im Kirchenchor. Ihre Tante Sarah Edith Wynne war eine ausgebildete Sängerin.
Matthison besuchte das neugegründete King Edward High School for Girls und wechselte später an das Birmingham and Midland Institute. Während ihrer Schulzeit kam neben der Musik immer mehr das Theater in ihren Focus und um 1896 begann sie professionell Theater zu spielen. Anfangs wurde sie nur für einzelne Auftritte engagiert. Dabei machte sie die Bekanntschaft des Impresarios Ben Greet, der sie sofort für seine Ben Greet Players engagierte. Später verschaffte er ihr auch Engagements in den USA.
1898 heiratete Matthison den Dramatiker Charles Rann Kennedy (1871–1950). 
Da das Stück „She stoops to conquer“ mit Matthison am Broadway großen Erfolg hatte, wollte die Thanhouser Company es ebenfalls mit Matthison in der Hauptrolle verfilmen. Da die Verhandlungen ergebnislos verliefen, entstand der Film 1910 mit der Schauspielerin Anna Rosemond.
Zusammen mit ihrem Ehemann unterrichtete Matthison einige Zeit am Bennett College im Duchess County (New York). Anschließend ließen sie sich in Los Angeles nieder. Dort starb Matthison am 23. September 1955 und fand ihre letzte Ruhestätte im Inglewood Park Cemetery neben ihrem Ehemann, der bereits fünf Jahre zuvor gestorben war.

## Rollen (Auswahl)
Theater
- Buhlschaft – Jedermann (Hugo von Hofmannsthal)
- Mary – She stoops to conquer (Oliver Goldsmith)
- ? – The winterfeast (Charles Rann Kennedy)
- ? – The servant in the house (Charles Rann Kennedy)

Filme
- Mary Slade – The Governor’s lady. Regie: George Melford. USA 1915.
- „Prolog“ – National Red Cross Pageant. Regie: Christy Cabanne. USA 1917.
- Sich selbst – Animated Weekly, No. 54. USA 1913.